# Flachslanden
Flachslanden est une commune (Markt) allemande de Bavière, située dans l'arrondissement d'Ansbach et le district de Moyenne-Franconie.

## Géographie

Situation de Flachslanden dans l'arrondissement d'Ansbach

Flachslanden est située à la limite avec l'arrondissement de Neustadt an der Aisch-Bad Windsheim, sur la rivière Rezat franconienne (Fränkische Rezat), dans le Parc naturel de Frankenhöhe à 13 km au nord d'Ansbach.
Communes limitrophes (en commençant par le nord et dans le sens des aiguilles d'une montre) : Obernzenn, Rügland, Lehrberg et Oberdachstetten.
Les communes de Kettenhöfstetten et Neustetten ont été incorporées à Flachslanden en 1972 et les communes de Sonderohe et Virnsberg en 1978.

## Histoire
Une commanderie de l'Ordre Teutonique a existé dans le village de Virnsberg de 1294 à 1806, date de l'incorporation de Flachslanden au Royaume de Bavière et à l'arrondissement d'Ansbach.

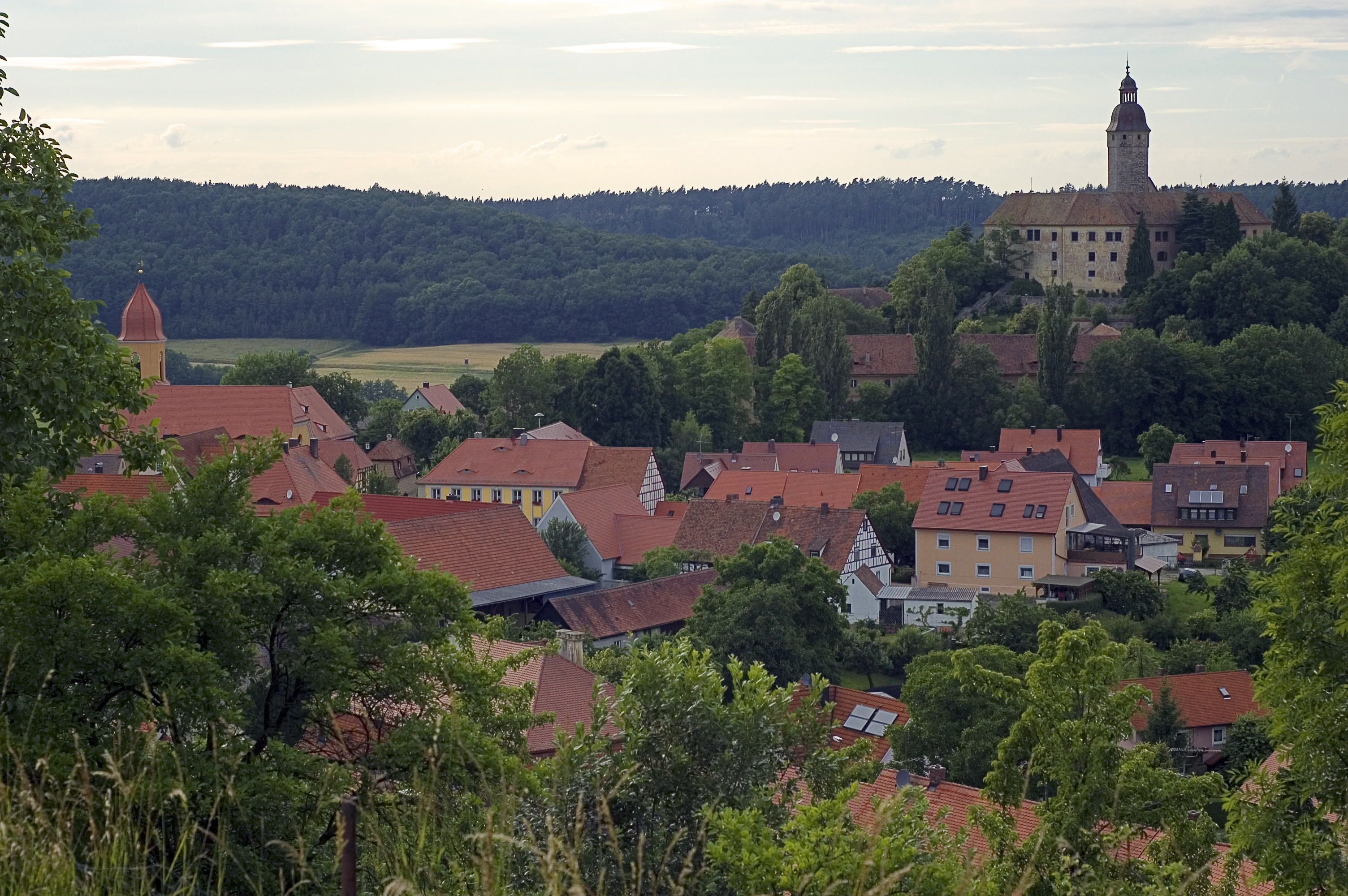
Le château médiéval de Virnsberg

## Démographie
Marché de Flachslanden seul :
| 1910 | 1933 | 1939 | 1961  | 1970  |
| ---- | ---- | ---- | ----- | ----- |
| 832  | 836  | 876  | 1 081 | 1 186 |

Marché de Flaschlanden dans ses limites actuelles :
| 1910  | 1933  | 1939  | 1950  | 1961  | 1970  | 1979  | 2004  | 2009  |
| ----- | ----- | ----- | ----- | ----- | ----- | ----- | ----- | ----- |
| 2 062 | 1 938 | 1 897 | 2 637 | 2 265 | 2 287 | 2 160 | 2 615 | 2 419 |

## Jumelages
- Cornil (France)
- Sainte-Fortunade (France)